# Frans voetbalkampioenschap 1943/44
1943/44 was het vijfde van de zes oorlogsseizoenen in het Franse voetbal. Geen van de zes kampioenschappen is officieel, waardoor de titels niet bij het palmares van de clubs geteld worden. Een aantal clubs weigerden deel te nemen aan de competitie tijdens de Tweede Wereldoorlog.
Het profvoetbal werd verboden dit jaar en voor elke regio kwam er een samengestelde club.

## Klassement
| Plaats | Club                  | Wed | W  | G | V  | DV | DT | Ptn |
| ------ | --------------------- | --- | -- | - | -- | -- | -- | --- |
| 1      | Lens-Artois           | 29  | 19 | 3 | 7  | 89 | 41 | 41  |
| 2      | Lille-Flandres        | 30  | 18 | 4 | 8  | 78 | 44 | 40  |
| 3      | Paris-Capitale        | 30  | 18 | 3 | 9  | 84 | 50 | 39  |
| 4      | Paris-Île-de-France   | 29  | 13 | 9 | 7  | 44 | 31 | 35  |
| 5      | Bordeaux-Guyenne      | 30  | 14 | 7 | 9  | 51 | 51 | 35  |
| 6      | Toulouse-Pyrénées     | 27  | 13 | 5 | 9  | 82 | 52 | 31  |
| 7      | Nancy-Lorraine        | 30  | 11 | 9 | 10 | 68 | 82 | 31  |
| 8      | Nice-Côte d'Azur      | 29  | 12 | 7 | 10 | 49 | 41 | 31  |
| 9      | Marseille-Provence    | 30  | 14 | 3 | 13 | 50 | 42 | 31  |
| 10     | Reims-Champagne       | 30  | 12 | 7 | 11 | 64 | 52 | 31  |
| 11     | Rennes-Bretagne       | 28  | 11 | 7 | 10 | 55 | 58 | 29  |
| 12     | Rouen-Normandie       | 29  | 9  | 9 | 11 | 47 | 68 | 27  |
| 13     | Lyon-Lyonnais         | 30  | 11 | 3 | 16 | 49 | 52 | 25  |
| 14     | Clermont-Auvergne     | 29  | 5  | 8 | 16 | 43 | 83 | 18  |
| 15     | Montpellier-Languedoc | 30  | 6  | 3 | 21 | 45 | 85 | 15  |
| 16     | Grenoble-Dauphiné     | 30  | 4  | 3 | 23 | 33 | 99 | 11  |

1932/33 · 1933/34 · 1934/35 · 1935/36 · 1936/37 · 1937/38 · 1938/39 · 1939/40 · 1940/41 · 1941/42 · 1942/43 · 1943/44 · 1944/45 · 1945/46 · 1946/47 · 1947/48 · 1948/49 · 1949/50 · 1950/51 · 1951/52 · 1952/53 · 1953/54 · 1954/55 · 1955/56 · 1956/57 · 1957/58 · 1958/59 · 1959/60 · 1960/61 · 1961/62 · 1962/63 · 1963/64 · 1964/65 · 1965/66 · 1966/67 · 1967/68 · 1968/69 · 1969/70 · 1970/71 · 1971/72 · 1972/73 · 1973/74 · 1974/75 · 1975/76 · 1976/77 · 1977/78 · 1978/79 · 1979/80 · 1980/81 · 1981/82 · 1982/83 · 1983/84 · 1984/85 · 1985/86 · 1986/87 · 1987/88 · 1988/89 · 1989/90 · 1990/91 · 1991/92 · 1992/93 · 1993/94 · 1994/95 · 1995/96 · 1996/97 · 1997/98 · 1998/99 · 1999/00 · 2000/01 · 2001/02 · 2002/03 · 2003/04 · 2004/05 · 2005/06 · 2006/07 · 2007/08 · 2008/09 · 2009/10 · 2010/11 · 2011/12 · 2012/13 · 2013/14 · 2014/15 · 2015/16 · 2016/17 · 2017/18 · 2018/19 · 2019/20 · 2020/21 · 2021/22 · 2022/23 · 2023/24 · 2024/25